# آرتور آوورس
آرتور آوورس (آلمانی: Arthur Auwers؛ زاده ۱۲ سپتامبر ۱۸۳۸ درگذشته ۲۴ ژانویهٔ ۱۹۱۵) یک اخترشناس اهل آلمان بود.